# Dorfkirche Giesenslage

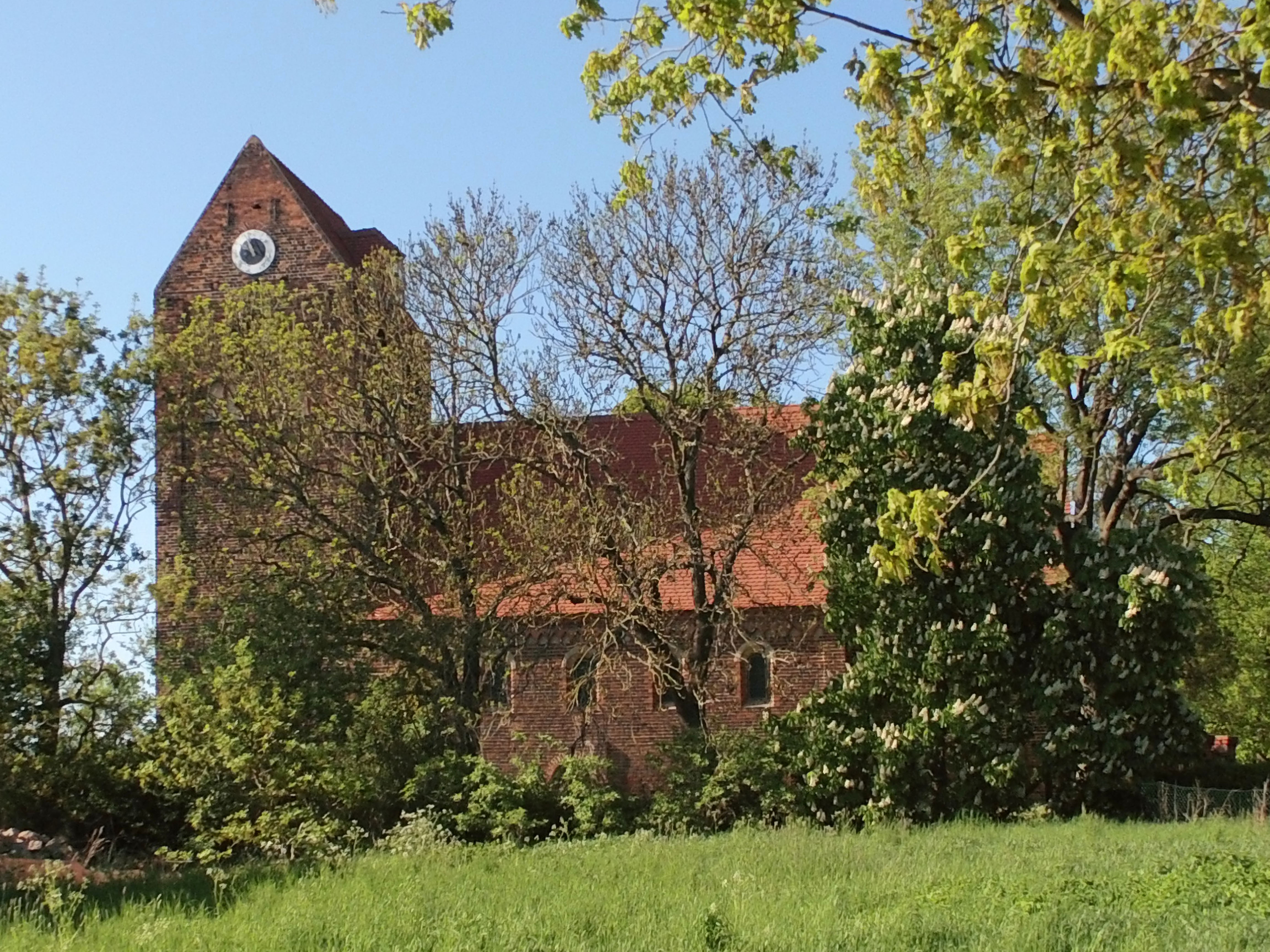
Dorfkirche Giesenslage

Die evangelische Dorfkirche Giesenslage ist eine spätromanische Backsteinkirche im Ortsteil Giesenslage von Werben (Elbe) im Landkreis Stendal in Sachsen-Anhalt. Sie gehört zur Kirchengemeinde Werben im Kirchenkreis Stendal der Evangelischen Kirche in Mitteldeutschland.

## Geschichte und Architektur
Die Kirche Giesenslage ist ein sorgfältig ausgeführter Backsteinbau des späten 12. Jahrhunderts, der zu den künstlerisch wertvollsten und besterhaltenen Bauwerken in der Nachfolge des Klosters Jerichow gezählt wird. Er zeigt die klassische vierteilige vollständige Anlage einer romanischen Dorfkirche mit mächtigem Westquerturm, langgestrecktem Schiff von gleicher Breite und eingezogenem Chor mit halbkreisförmiger Apsis. Andere Quellen datieren das Bauwerk auf das erste Viertel des 13. Jahrhunderts.
Die Detailformen sind fein ausgeführt und bestehen aus Ecklisenen, einem reichprofilierten Sockel und den Gesimsen mit Deutschem Band und dekorativen Dreieck-, Rauten-, Konsol- und Kreuzbogenfriesen. Die Apsis ist durch Lisenen dreigeteilt; die Fenster der Apsis wurden 1967 wiederhergestellt. Die übrigen Fenster sind unverändert erhalten und die Blenden zeigen eine teilweise erhaltene dekorative Bemalung. 
Störungen im Mauerwerk belegen die Existenz eines ehemaligen Sakristeianbaus an der Chornordseite. Die Süd- und die Ostseite der Kirche sind reicher verziert als die Nordseite, bei der ein Konsolenfries mit Deutschem Band als Traufenverzierung genügen musste.
Die Kirche wird durch ein abgetrepptes Westportal erschlossen; ein Südportal wurde später vermauert. Das abgetreppte südliche Chorportal sitzt in einem rechteckigen Mauervorsprung. Das Glockengeschoss und die Giebel des Turmes entstammen offenbar erst dem 14. Jahrhundert. Eine Restaurierung wurde 1967 durchgeführt.
Das Turmuntergeschoss ist mit einem Tonnengewölbe aus Backstein versehen. Im Innern der Mauer zum Schiff ist eine Treppe zum Turmobergeschoss eingebaut.

## Ausstattung
Der altertümliche trogartige Taufstein aus Sandstein stammt sicher noch aus romanischer Zeit und wurde aus der Kirche in Räbel hierher überführt. Der Altar besteht aus einer gemauerten Mensa mit Sepulcrum und trägt einen Altaraufsatz aus Eichenholz, der im 18. Jahrhundert geschaffen wurde. Ein gotischer Grabstein stammt aus der Mitte des 13. Jahrhunderts und zeigt eine Ritzzeichnung eines Geistlichen. Außen an der Kirche ist ein Inschriftgrabstein für Achatz Krüger († 1724) angebracht. Am Glockenstuhl hängt eine Bronzeglocke, die 1902 von der Radlerschen Glockengießerei in Hildesheim gegossen wurde.